# Rudolf Kleinpaul

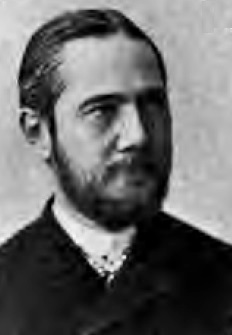
Rudolf Kleinpaul år 1897

Rudolf Alexander Reinhold Kleinpaul, född den 9 mars 1845 i Großgrabe nära Kamenz, död den 18 juli 1918 i Leipzig, var en tysk författare.
Kleinpaul skrev ett stort antal reseskildringar med mera och de i vissa hänseenden anmärkningsvärda språkliga arbetena Das Leben der Sprache und ihre Weltstellung (3 band, 1893) och Das Fremdwort im Deutschen (1896, 3:e upplagan 1905). 